# Julius Hahn (Politiker)
Julius Johann Hahn (* 8. Mai 1890 in Baden, Erzherzogtum Österreich unter der Enns; † 2. Oktober 1972 in Baden, Niederösterreich) war ein österreichischer Jurist und  Politiker der Christlichsozialen Partei und später der Österreichischen Volkspartei. 

## Leben
Julius wurde in der Regierungszeit Kaiser Franz Joseph I. im Mai 1890 in Baden als Sohn des aus dem Waldviertel stammenden Bäckergehilfen Johann Hahn und dessen Ehefrau Albine Gabler, einer Schullehrerstochter, geboren. Als er im Kindesalter im Jahre 1892 seine Mutter verlor, ehelichte sein Vater 1894 in zweiter Ehe die aus Wien stammende Dienstmagd Juliana Herzog, die den Buben als Stiefmutter aufzog.
Nach dem Besuch der Volksschule und des Gymnasiums in Baden studierte er Rechtswissenschaften an der Universität Wien, wo er 1914 als Jurist promovierte. Am 1. August 1914 ehelichte Julius Hahn seine Frau Laura Grundgeyer, einer Kaufmannstochter aus Wien, in der Stadtpfarrkirche St. Stephan in Baden und wurde anschließend zum K. k. Militärdienst in den Ersten Weltkrieg einberufen, wo er als Leutnant an der Front teilnahm. Im November 1915 kam sein Sohn Hellmut Julius Johann zur Welt. In der Zwischenkriegszeit machte Hahn sich 1923 in seiner Heimatstadt als Rechtsanwalt selbständig und wurde noch zweimal Vater.
Bei den Badener Gemeinderatswahlen im November 1929 kandidierte Julius Hahn erstmals als Gemeinderatskandidat der Christlichsozialen Partei und wurde nach der Konstituierung im Dezember desselben Jahres in das Bäder-Direktorium und den Fürsorgeausschuss berufen. 1930 war Hahn auch als Ortsschulrat sowie Führer der Frontkämpfervereinigung Gruppe Baden. Im Juli 1932 erfolgte seine Ernennung zum Badener Vizebürgermeister. Julius Hahn, der vom 27. April bis 2. Mai 1934 für sechs Tage Mitglied des Österreichischen Bundesrats war, hielt im August desselben Jahres als Badener Hauptgruppenleiter der Vaterländischen Front die Trauerrede anlässlich der Ermordung von Bundeskanzler Dollfuß. Nach dem Zweiten Weltkrieg scheint ab 1947 Julius Hahn als Stellvertreter des damaligen Bürgermeisters Franz Meixner auf, bevor er 1950 als Kandidat der ÖVP zum Bürgermeister von Baden gewählt wird, ein Amt, das er 15 Jahre lang bis 1965 innehaben sollte.
Im Oktober 1972 verstarb Julius Hahn in Baden und wurde im Beisein zahlreicher Honoratioren am dortigen Stadtpfarrfriedhof zur letzten Ruhe bestattet. Ihm zu Ehren benannte die Stadtgemeinde posthum die Dr. Julius Hahn-Straße (⊙) nach ihm.